# Championnat d'Italie de football de troisième division 2017-2018
Navigation
Serie C 2016-2017 Serie C 2018-2019
La saison 2017-2018 du championnat d'Italie D3 qui s'appelle en italien Serie C est organisée le 11 août 2017, en trois poules de 19 équipes. Il débute les 26 et 27 août 2017 (le 26 août pour la poule C, le 27 pour les poules A et B).
C'est la 4e édition du championnat italien organisé par la Lega Italiana Calcio Professionistico, au sein d'une division unique et pour la première fois depuis 1977-1978, le championnat porte à nouveau le nom d'origine de Serie C, à la suite du vote unanime du 25 mai 2017.
Les équipes qui remportent chacune des poules sont les suivantes : Livourne, Padoue et Lecce. Elles seront accompagnées en Serie B par le vainqueur des play-off : Cosenza.

## Composition des poules régionales

### Poule A
| Nom du club                                  | Classement 2016-2017 | Stade                                   |
| -------------------------------------------- | -------------------- | --------------------------------------- |
| Unione Sportiva Alexandrie 1912              | 2e Lega Pro (A)      | Stade Giuseppe-Moccagatta               |
| Unione Sportiva Arezzo                       | 4e Lega Pro (A)      | Stade de la ville d'Arezzo              |
| Polisportiva Arzachena                       | 1er Serie D (G)      | Stadio Biagio Pirina                    |
| Unione Sportiva Carrarese Calcio 1908        | 16e Lega Pro (A)     | Stade des Marbres                       |
| Associazione Calcio Coni 1905                | 1er Serie D (A)      | Stade Fratelli Paschiero                |
| Unione Sportiva Dilettantistica Gavorrano    | 1er Serie D (E)      | Stade Carlo-Zecchini (Grosseto)         |
| Associazione Sportiva Giana Erminio          | 5e Lega Pro (A)      | Stadio comunale Città di Gorgonzola     |
| Associazione Sportiva Livourne Calcio        | 3e Lega Pro (A)      | Stade Armando-Picchi                    |
| Associazione Sportiva Lucchese Libertas 1905 | 9e Lega Pro (A)      | Stade Porta Elisa                       |
| Società Sportiva Monza 1912                  | 1er Serie D (B)      | Stade Brianteo                          |
| Olbia Calcio 1905                            | 15e Lega Pro (A)     | Stadio Bruno Nespoli                    |
| Associazione Calcio Pise 1909                | 22e Serie B          | Stadio Arena Garibaldi-Romeo Anconetani |
| Unione Sportiva Pistoiese 1921               | 13e Lega Pro (A)     | Stade Marcello Melani                   |
| Plaisance Calcio 1919                        | 6e Lega Pro (A)      | Stade Leonardo-Garilli                  |
| Unione Sportiva Città di Pontedera           | 14e Lega Pro (A)     | Stadio Ettore Mannucci                  |
| Associazione Calcio Prato                    | 17e Lega Pro (A)     | Stadio Lungobisenzio                    |
| Associazione Sportiva Pro Piacenza 1919      | 11e Lega Pro (A)     | Stade Leonardo-Garilli                  |
| Robur Sienne                                 | 12e Lega Pro (A)     | Stade Artemio Franchi                   |
| Associazione Sportiva Viterbese Castrense    | 8e Lega Pro (A)      | Stadio Enrico Rocchi                    |

### Poule B
La poule B :
| Nom du club                       | Classement 2016-2017 | Stade                                      |
| --------------------------------- | -------------------- | ------------------------------------------ |
| Unione Calcio AlbinoLeffe         | 9e Lega Pro (B)      | Stadio Atleti Azzurri d'Italia             |
| Bassano Virtus 55                 | 10e Lega Pro (B)     | Stade Rino-Mercante                        |
| Alma Juventus Fano 1906           | 17e Lega Pro (B)     | Stade Raffaele Mancini                     |
| Feralpi Salò                      | 8e Lega Pro (B)      | Stadio Lino Turina                         |
| Fermana Calcio                    | 1er Serie D (F)      | Stade Bruno Recchioni                      |
| Associazione Sportiva Gubbio 1910 | 6e Lega Pro (B)      | Stade Pietro-Barbetti                      |
| Associazione Calcio Mestre        | 1er Serie D (C)      | Stadio Pier Giovanni Mecchia (Portogruaro) |
| Modène Football Club              | 14e Lega Pro (B)     | Stade Alberto-Braglia                      |
| Calcio Padoue                     | 4e Lega Pro (B)      | Stadio Euganeo                             |
| Pordenone Calcio                  | 3e Lega Pro (B)      | Stadio Ottavio Bottecchia                  |
| Ravenne Football Club 1913        | 1er Serie D (D)      | Stadio Bruno Benelli                       |
| Associazione Calcio Reggiana 1919 | 5e Lega Pro (B)      | Mapei Stadium-Città del Tricolore          |
| Associazione Calcio Renate        | 10e Lega Pro (A)     | Stadio Città di Meda (Meda)                |
| Società Sportiva Sambenedettese   | 7e Lega Pro (B)      | Stade Riviera delle Palme                  |
| Santarcangelo Calcio              | 11e Lega Pro (B)     | Stade Valentino Mazzola                    |
| Fußball Club Südtirol             | 12e Lega Pro (B)     | Stadio Druso                               |
| Società Sportiva Teramo Calcio    | 16e Lega Pro (B)     | Stadio Gaetano Bonolis                     |
| Unione Sportiva Triestina Calcio  | 2e Serie D (D)       | Stade Nereo-Rocco                          |
| Vicence Calcio                    | 20e Serie B          | Stade Romeo-Menti                          |

### Poule C
| Nom du club                               | Classement 2016-2017 | Stade                                      |
| ----------------------------------------- | -------------------- | ------------------------------------------ |
| Società Sportiva Akragas Città dei Templi | 16e Lega Pro (C)     | Stadio Esseneto                            |
| Associazione Sportiva Bisceglie           | 1er Serie D (H)      | Stadio Gustavo Ventura                     |
| Casertana Football Club                   | 9e Lega Pro (C)      | Stadio Alberto Pinto                       |
| Calcio Catane                             | 11e Lega Pro (C)     | Stade Angelo-Massimino                     |
| Unione Sportiva Catanzaro                 | 18e Lega Pro (C)     | Stadio Nicola Ceravolo                     |
| Cosenza Calcio                            | 7e Lega Pro (C)      | Stadio San Vito-Gigi Marulla               |
| Società Sportiva Fidelis Andria 1928      | 12e Lega Pro (C)     | Stadio degli Ulivi                         |
| Società Sportiva Juve Stabia              | 4e Lega Pro (C)      | Stade Romeo-Menti                          |
| Unione Sportiva Lecce                     | 2e Lega Pro (C)      | Stade Via del Mare                         |
| Società Sportiva Matera Calcio            | 3e Lega Pro (C)      | Stadio XXI Settembre-Franco Salerno        |
| Società Sportiva Monopoli 1966            | 15e Lega Pro (C)     | Stade Vito Simone Veneziani                |
| Paganese Calcio 1926                      | 8e Lega Pro (C)      | Stadio Marcello Torre                      |
| Football Club Racing Fondi Calcio         | 10e Lega Pro (C)     | Stadio Domenico Purificato                 |
| Urbs Sportiva Reggina 1914                | 13e Lega Pro (C)     | Stade Oreste-Granillo                      |
| Società Sportiva Rende                    | 2e Serie D (I)       | Stade Marco Lorenzon                       |
| Sicula Leonzio                            | 1er Serie D (I)      | Stadio Angelino Nobile                     |
| Syracuse Calcio                           | 6e Lega Pro (C)      | Stade Nicola De Simone                     |
| Trapani Calcio                            | 19e Serie B          | Stadio polisportivo provinciale di Trapani |
| Virtus Francavilla Calcio                 | 5e Lega Pro (C)      | Stadio Giovanni Paolo II                   |

## Compétition

### Classements
| Class. | Groupe A              | Groupe B             | Groupe C                  |
| ------ | --------------------- | -------------------- | ------------------------- |
| 1      | AS Livourne           | Calcio Padoue        | US Lecce                  |
| 2      | Robur Sienne          | FC Südtirol          | Calcio Catane             |
| 3      | Calcio Pise           | Sambenedettese       | Trapani Calcio            |
| 4      | Monza                 | AC Reggiana          | SS Juve Stabia            |
| 5      | Viterbese Castrense   | UC AlbinoLeffe       | Cosenza Calcio            |
| 6      | US Alexandrie         | Feralpi Salò         | SS Monopoli               |
| 7      | Carrarese Calcio 1908 | AC Renate            | Casertana Football Club   |
| 8      | Plaisance Calcio 1919 | Bassano Virtus 55    | Rende Calcio 1968         |
| 9      | Giana Erminio         | Pordenone Calcio     | Virtus Francavilla Calcio |
| 10     | US Pistoiese          | AC Mestre            | Sicula Leonzio            |
| 11     | US Pontedera          | US Triestina         | AS Bisceglie              |
| 12     | Lucchese Libertas     | Ravenne FC           | Matera Calcio             |
| 13     | Olbia Calcio 1905     | Juventus Fano        | Syracuse Calcio           |
| 14     | Pro Plaisance         | Calcio Fermana       | Catanzaro Calcio 2011     |
| 15     | Arzachena             | AS Gubbio            | US Reggina                |
| 16     | SS Arezzo             | Teramo Calcio        | Fidelis Andria            |
| 17     | US Gavorrano          | Santarcangelo Calcio | Paganese Calcio 1926      |
| 18     | Calcio Coni           | Vicenze              | Racing Club Fondi         |
| 19     | AC Prato              | Modène FC 2018       | SS Akragas                |

- Modène FC 2018 a fait faillite en cours de saison.

### 1er Tour
| 15 mai 2018 | Monza | 0 - 1   | Plaisance Calcio 1919 | U-Power Stadium, Monza                               |                                                      |
| 19 h 0      |       | (0 - 1) | 3e Pesenti            | Spectateurs : 2 462 Arbitrage : Giosuè Mario D'Apice | Spectateurs : 2 462 Arbitrage : Giosuè Mario D'Apice |

| 15 mai 2018 | Viterbese Castrense               | 2 - 1   | Carrarese Calcio 1908 | Stadio Enrico Rocchi, Viterbo                |                                              |
| 20 h 30     | Jefferson 3e · Di Paolantonio 50e | (1 - 0) | 57e Murolo            | Spectateurs : 1 900 Arbitrage : Simone Sozza | Spectateurs : 1 900 Arbitrage : Simone Sozza |

| 15 mai 2018 | AC Reggiana | 1 - 0   | Bassano Virtus 55 | MAPEI Stadium-Città del Tricolore, Reggio d'Emilie |                                                  |
| 20 h 30     | Carlini 49e | (0 - 0) |                   | Spectateurs : 5 021 Arbitrage : Lorenzo Maggioni   | Spectateurs : 5 021 Arbitrage : Lorenzo Maggioni |

| 15 mai 2018 | UC AlbinoLeffe | 0 - 1   | Feralpi Salò | Gewiss Stadium, Bergame                  |                                          |
| 20 h 30     |                | (0 - 1) | 32e Staiti   | Spectateurs : 602 Arbitrage : Andrea Mei | Spectateurs : 602 Arbitrage : Andrea Mei |

| 15 mai 2018 | SS Juve Stabia                                     | 4 - 3   | Virtus Francavilla Calcio               | Stadio Comunale Romeo Menti, Castellammare di Stabia |                                                |
| 20 h 30     | Melara 3e · Canotto 11e · Berardi 72e · Paponi 88e | (2 - 1) | 25e 77e Anthony Partipilo · 84e Prestia | Spectateurs : 2 488 Arbitrage : Daniel Amabile       | Spectateurs : 2 488 Arbitrage : Daniel Amabile |

| 15 mai 2018 | Cosenza Calcio | 1 - 1   | Casertana Football Club | Stadio San Vito-Luigi Marulla, Cosenza              |                                                     |
| 20 h 30     | Tutino 2e      | (1 - 1) | 13e Finizio             | Spectateurs : 4 038 Arbitrage : alessandro Prontera | Spectateurs : 4 038 Arbitrage : alessandro Prontera |